# Corriol bectort
El corriol bectort (Anarhynchus frontalis) és un ocell limícola de la família dels caràdrids (Charadriidae) que habita rius del nord de l'Illa del Sud de Nova Zelanda. És l'única espècie del gènere Anarhynchus.